# 라클레트
라클레트(프랑스어: raclette, 알레만어: Ragglett 라글레트)는 스위스의 치즈 요리이다. 동명의 치즈인 라클레트를 녹여 감자 등을 찍어 먹는 음식으로, 이웃한 프랑스에서도 즐겨 먹는다. 스위스의 국민 음식 가운데 하나로 여겨진다.

## 이름
프랑스어 "라클레트(raclette)"는 "긁다"를 뜻하는 동사 "라클레(racler)"에 지소형 여성 접미사 "-에트(-ette)"를 붙인 말이다.

## 만들기
라클레트 등 반경질 치즈를 반으로 갈라, 자른 면을 전열기로 녹인 다음, 나이프 등으로 녹은 부분을 긁어낸 것에 감자 등을 찍어 먹는다. 피클을 곁들이기도 하며, 음료로는 키르슈나 허브차를 곁들인다.

## 같이 보기
- 치즈 퐁뒤